# Jonas Nordin
Jonas Nordin, född 1968, är en svensk historiker som sedan den 1 oktober 2018 är professor i bok- och bibliotekshistoria vid Lunds universitet. Mellan 2007 och 2018 var han verksam vid Kungliga Biblioteket. Jonas Nordin har varit redaktör för Historisk tidskrift 2006–2008 och gästforskare vid Köpenhamns universitet.

## Utbildning
Jonas Nordin disputerade år 2000 vid Stockholms universitet med avhandlingen Ett fattigt men fritt folk: nationell och politisk självbild i det svenska riket från sen stormaktstid till slutet av frihetstiden, och blev docent 2009.